# Neadeloides
Neadeloides är ett släkte av fjärilar. Neadeloides ingår i familjen Crambidae.
Kladogram enligt Catalogue of Life:
| Neadeloides | \| \| Neadeloides cinerealis \| \| \| \| \| \| Neadeloides glaucoptera \| \| \| \| |
|             | \| \| Neadeloides cinerealis \| \| \| \| \| \| Neadeloides glaucoptera \| \| \| \| |
|             | Neadeloides cinerealis                                                             |
|             |                                                                                    |
|             | Neadeloides glaucoptera                                                            |
|             |                                                                                    |